# جينس بيرثيل أسكو
جينس بيرثيل أسكو (بالدنماركية: Jens Berthel Askou)‏ (19 أغسطس 1982 في الدنمارك - ) هو لاعب كرة قدم دانمركي في مركز الدفاع. لعب مع نادي إيسبيرغ ونادي سيلكيبورج ونادي فايله ونادي قاسم باشا ونادي ميلوول ونورويتش سيتي وSkive IK ‏ وHolstebro Boldklub ‏ وVejle Boldklub Kolding ‏.

## وصلات خارجية
- جينس بيرثيل أسكو على موقع اتحاد تركيا (لاعب) (الإنجليزية)
- جينس بيرثيل أسكو على موقع قاعدة بيانات كرة القدم.إي يو (الإنجليزية)
- جينس بيرثيل أسكو على موقع Soccerbase.com (لاعب) (الإنجليزية)
- جينس بيرثيل أسكو على موقع Soccerway.com (الإنجليزية)
- جينس بيرثيل أسكو على موقع AS.com (الإسبانية)